# Kerala houlberti
Kerala houlberti är en fjärilsart som beskrevs av Charles Oberthür 1921. Kerala houlberti ingår i släktet Kerala och familjen trågspinnare. Inga underarter finns listade i Catalogue of Life.